# Caiçara (Paraíba)
Pour les articles homonymes, voir Caiçara.
Caiçara est une ville brésilienne du nord-est de l'État de la Paraíba.
Sa population était estimée à 7 314 habitants en 2007. La municipalité s'étend sur 128 km2.